# Demashita! Powerpuff Girls Z
Demashita! Powerpuff Girls Z (jap. 出ましたっ!パワパフガールズZ Demashita! Pawapafu Gāruzu Zetto) – japoński serial anime z gatunku mahō-shōjo, stworzony na podstawie amerykańskiej produkcji Cartoon Network – Atomówki (Powerpuff Girls).
Anime zostało stworzone z udziałem Cartoon Network, Toei Animation i Aniplex; z Yoshiya Ayugai i Markiem Buhaj z Cartoon Network, Hiromi Seki, Hideo Katsumata jako producentów, Hiroyuki Kakudou jako reżysera i Miho Shimogasa (znaną z Czarodziejki z Księżyca) jako rysowniczki postaci. W japońskiej wersji nie brał udziału Craig McCracken, twórca oryginalnych Atomówek.
Serial zadebiutował w Japonii 1 lipca 2006, na kanale TV Tokyo. Ostatni odcinek wyemitowany został 30 lipca 2007. Na japońskim Cartoon Network anime ukazało się 1 czerwca 2007.
Serial zawiera 52 odcinki, które mają średnio po 30 min. Cartoon Network zadecydował pokazać to anime na obszarze całego świata. Pierwszym krajem emisji był Tajwan, pierwszy odcinek ukazał się tam 21 stycznia 2008. Wersja latynoamerykańska została wyemitowana po raz pierwszy 2 sierpnia 2008, lecz przedpremiera odbyła się 13 czerwca 2008.
Manga o tej samej nazwie była publikowana w magazynie „Ribon” od lipca 2006 do czerwca 2007.

## Fabuła
Aby zatrzymać potężną klęskę żywiołową, Ken Kitazawa (syn nowego profesora) postanowił użyć Związku Z (odpowiednika Związku X), aby zniszczyć ogromny lodowiec. Kiedy Związek Z zderzył się z lodowcem nastąpiła potężna eksplozja, po której białe i czarne światło pojawiło się nad tokijskim niebem. Trzy uczennice, Momoko, Miyako i Kaoru wpadły w łunę białego światła, co spowodowało, że stały się nowymi obrońcami Tokio: Powerpuff Girls Z (Atomówki Z). Jednak osoby, których dotknęło czarne światło przeszły na stronę zła. Używając swych super mocy, Hyper Blossom; Hiper Bójka (Momoko), Rolling Bubbles; Zakręcona Bajka (Miyako) i Powered Buttercup; Silna Brawurka (Kaoru) postanowiły „poświęcić swe życie walce ze złem”, które wdarło się do Tokio i obronić je przed złą siłą Jego (On).

## Główni bohaterowie
- Momoko Akazutsumi (jap. 赤堤 ももこ Akazutsumi Momoko) / Hyper Blossom (jap. ハイパー・ブロッサム Haipā Burossamu)

Seiyū: Emiri Katō 
Urodzona 14 czerwca. Momoko jest pierwszą członkinią PPG Z. Przechodzi transformację w Hyper Blossom (Hiper Bójkę) i walczy z wrogami swoim jojo. Jak w oryginale jest najmądrzejszą z dziewcząt. Jest „pozytywnie zakręcona” i bardzo zainteresowana chłopakami. Jest otaku. Jest zarazem bardzo familijna. Pragnie być „szkolną gwiazdą” jak Kaoru. Bardzo lubi wszelkiego rodzaju słodycze i bardzo dużo swojego czasu poświęca ich jedzeniu. Dlatego większość jej ataków jest nazwana „na cześć” nazw jedzenia. Panicznie boi się robaków i dentysty. Może wydawać się lekko „roztrzepana”. Próbuje być najlepszą z PPG Z w sprawie obrony Tokio. Kiedy potrzeba jest wspaniałą i uczynną dziewczynką. Zawsze stara się obmyślać pierwsza plan zagłady złoczyńców. Ma młodszą siostrę, Kuriko. Jest kochliwa i marzy o wzięciu ślubu w przyszłości.
- Miyako Gōtokuji (jap. 豪徳寺 みやこ Gōtokuji Miyako) / Rolling Bubbles (jap. ローリング・バブルス Rōringu Baburusu)

Seiyū: Nami Miyahara 
Urodzona 20 kwietnia. Miyako jest drugą członkinią PPG Z. Zmienia się w Rolling Bubbles (Zakręconą Bajkę) i do walki używa swojej wielkiej różdżki do baniek mydlanych. Bazując na oryginalnej Bajce jest najdziecinniejszą i najsłodszą z Atomówek. Sprawia wrażenie głupiutkiej i nie do końca rozumie znaczenie jej super mocy. Jest jedyną z PPG Z, która lubi niektórych wrogów. Często powtarza słowa desu wa. Jest przyjacielska i uczynna, prawie zawsze zdrabnia imiona, co dla innych jest prowokujące. Jest do przodu jeśli chodzi o modę, zna najnowsze trendy i ma swój własny styl. Uwielbia, wręcz wyczerpujące w jej wydaniu, zakupy. Podoba się wielu chłopcom. Jednak obiektem jej wzdychań jest Takkaaki (Taka-chan), chłopiec który uratował ją gdy miała 6 lat. Przed snem zakłada sobie we włosy trzy wałki. Jak również w oryginale Miyako kocha wszelką zwierzynę i swoją ulubioną zabawkę, Ośka. Mieszka z babcią, jej rodzice mieszkają w Kioto. Pragnie być projektantem mody.
- Kaoru Matsubara (jap. 松原 かおる Matsubara Kaoru) / Powered Buttercup (jap. パワード・バターカップ Pawādo Batākappu)

Seiyū: Machiko Kawana 
Urodzona 6 października. Kaoru jest trzecią z kolei i ostatnią członkinią PPG Z. Transformuje się w Powered Buttercup (Silną Brawurkę), do swoich ataków używa wielkiego młota Daruma Otoshi. Nienawidzi minispódniczek i innych dziewczęcych rzeczy, co przyczyniło się do jej wielkiej niechęci dotyczącej wstąpienia do PPG Z. Szczególnie nie lubi zbyt dziewczęcych dziewczyn. Była wzorowana na postaci z mangi Ranma ½, Akane Tendo. Wzorując się na oryginale jest typem „chłopczycy”. W szkole zdobyła popularność najbardziej wysportowanej dziewczyny dzięki udzielaniu się we wszystkich możliwych sportach. Swój wolny czas poświęca na oglądanie kanałów sportowych. Jest niesamowicie dobra w piłkę nożną. Jest potępiana przez większość dziewczyn w szkole. Mówi lekko męskim i silnym głosem i nigdy nie używa zdrobnień. Najbardziej boi się duchów. Mieszka z ojcem, który jest profesjonalnym zamaskowanym zapaśnikiem, matką i dwoma braćmi, starszym i młodszym. Najprawdopodobniej podkochuje się w Butchu z RRB (Rowdyfuff Boys; Supermocne chłopaki), ponieważ w 51 odcinku, kiedy pocałowały chłopców, ona przestała jako ostatnia tłumacząc, że nie mogła wtedy przestać. Jest reprezentowana przez gwiazdy. Marzy, aby być profesjonalnym zapaśnikiem jak jej ojciec.

## Pomniejsi sojusznicy
- Goodenough Girls X (jap. 大江戸ちゃきちゃき娘 Ōedo Chakichaki Musume) – trzy dziewczynki, które broniły miasta Edo. Dawno temu w Townsville, kiedy On terroryzował mieszkańców, człowiek zwany profesor Pithium (w japońskiej wersji Kennai Hiraga), który jest wzorowany na Hiraga Gennai, stworzył specjalną substancję „Związek X” (w japońskiej wersji Kennainum He). Profesor Pithium wylał ją na trzy dziewczęta: Momo, Omiya i Okou. Substancja zmieniła ich wygląd, dając im nowe fryzury oraz kimona, a także moce i bronie. Zostały nazwane Goodenough Girls X (w japońskiej wersji Ōedo Chakichaki Musume), a ich przeznaczeniem było powstrzymanie Go przed większym zniszczeniem miasta. Razem pokonały Go, którego słabością było zimno. Razem z profesorem Pithum, były zdolne wyssać moce Go i zapieczętować jego ciało. Goodenough Girls mogą być spostrzegane jako bohaterki, które poprzedziły dzisiejsze Powerpuff Girls Z i mogą w rzeczywistości być ich przodkami.

- - Momo (jap. もも)

Seiyū: Emiri Katō 
Wersja Bójki z Goodenough Girls i możliwy przodek Bójki. Osobowość jest nieco inna niż Bójki. Jej włosy są brązowe i „kucyk” jest krótszy. Jej broń to moneta przyczepiona to czerwonej nici, używana podobnie do jojo Bójki.
- - Omiya (jap. おみや)

Seiyū: Nami Miyahara 
Wersja Bajki z Goodenough Girls i możliwy przodek Bajki. Ma podobną osobowość do Bajki. Jej broń to wachlarz który pozwala jej obwiać porywem wiatru jej wroga.
- - Okou (jap. おこう Okō)

Seiyū: Machiko Kawana 
Wersja Brawurki z Goodenough Girls i możliwy przodek Brawurki. Ma grzywkę podobną do tej, którą ma Brawurka, ale włosy są bardziej uporządkowane. Jej broń to młot, który jest wystarczająco potężny, by niemal zdeformować Go przy kontakcie.